# Diepoltshofen (Waidhofen)
Diepoltshofen ist ein Dorf und ein Ortsteil der Gemeinde Waidhofen im oberbayerischen Landkreis Neuburg-Schrobenhausen.

## Lage
Die früher selbstständige Gemeinde Diepoltshofen liegt drei Kilometer südlich von Waidhofen inmitten der Hallertau in der Planungsregion Ingolstadt. Die Orte Altenburg, Ammersberg, Rachelsbach, Waizenried und Westerbach gehörten zur früheren Gemeinde und bilden gemeinsam die Gemarkung Diepoltshofen.

## Geschichte
Im Zuge der Verwaltungsreformen in Bayern entstand mit dem Gemeindeedikt von 1818 die Gemeinde Diepoltshofen. Am 1. Oktober 1971 wurde Diepoltshofen mit seinen Teilorten im Zuge der Gemeindegebietsreform in Bayern nach Waidhofen eingemeindet.